# Lonchophylla dekeyseri
Lonchophylla dekeyseri (Taddei, Vizotto, & Sazima, 1983) è un pipistrello della famiglia dei Fillostomidi diffuso nell'America meridionale.

## Descrizione

### Dimensioni
Pipistrello di piccole dimensioni, con la lunghezza della testa e del corpo tra 48 e 63 mm, la lunghezza dell'avambraccio tra 34,7 e 37,7 mm, la lunghezza della coda tra 6 e 8 mm, la lunghezza del piede tra 10 e 11 mm, la lunghezza delle orecchie tra 12 e 16 mm e un peso fino a 11 g.

### Aspetto
Le parti dorsali sono bruno-rossastre, mentre le parti ventrali sono marrone chiaro. Il muso è lungo, con il labbro inferiore attraversato da un profondo solco longitudinale contornato da due cuscinetti carnosi e che si estende ben oltre quello superiore. La foglia nasale è lanceolata, ben sviluppata e con la porzione anteriore saldata al labbro superiore. Le orecchie sono corte, triangolari con l'estremità arrotondata e ben separate tra loro. Le ali sono attaccate posteriormente sulle caviglie. La coda è corta e fuoriesce con l'estremità dalla superficie dorsale dell'uropatagio. Il calcar è più corto del piede.

## Biologia

### Comportamento
Si rifugia all'interno di grotte, gallerie e fessure rocciose.

### Alimentazione
Si nutre di fiori di alberi dei generi Pseudobombax, Bauhinia, Lafoensia, Ruellia, Inga durante la stagione secca e frutta, incluse alcune forme di Piper e Cecropia, ed insetti in quella umida.

### Riproduzione
Femmine gravide sono state catturate marzo, aprile, maggio e giugno 

## Distribuzione e habitat
Questa specie è diffusa negli stati brasiliani di Piauí, Distretto Federale e Minas Gerais e nella Bolivia orientale.
Vive nel cerrado e nelle foreste secche contenenti ammassi rocciosi calcarei.

## Conservazione
La IUCN Red List, considerato che questa specie ha un areale limitato e frammentato e il suo habitat è in rapido declino, classifica L. dekeyseri come specie prossima alla minaccia (Near Threatened).